# Gołańcz Pomorska (gmina)
Gołańcz Pomorska (1945–46 Kościerzyna) – dawna gmina wiejska istniejąca w latach 1945–1954 w woj. szczecińskim (dzisiejsze woj. zachodniopomorskie). Siedzibą władz gminy była Gołańcz Pomorska.
Gmina Kościerzyna powstała po II wojnie światowej (w czerwcu 1945) na terenie tzw. Ziem Odzyskanych (tzw. III okręg administracyjny – Pomorze Zachodnie). 28 czerwca 1946 gmina Gołańcz Pomorska – jako jednostka administracyjna powiatu gryfickiego – weszła w skład nowo utworzonego woj. szczecińskiego.
Według stanu z 1 lipca 1952 roku gmina była podzielona na 7 gromad: Bieczyno, Gołańcz Pomorska, Gosław, Karcino, Samowo, Sarbia i Siemidarżno (obecnie obszary te leżą na pograniczu powiatów gryfickiego i kołobrzeskiego). Gmina została zniesiona 29 września 1954 roku wraz z reformą wprowadzającą gromady w miejsce gmin a z jej obszaru utworzono trzy gromady: Gołańcz Pomorska, Gorzysław i Sarbia. Jednostki o nazwie Gołańcz Pomorska nie przywrócono 1 stycznia 1973 roku wraz z kolejną reformą reaktywującą gminy a obszar dawnej jednostki wszedł w skład gmin Trzebiatów i Kołobrzeg.